# Словенска Нова Вес
Словенска Нова Вес (словац. Slovenská Nová Ves) — село, громада округу Трнава, Трнавський край. Кадастрова площа громади — 8.31 км².
Населення 548 осіб (станом на 31 грудня 2020 року).

## Історія
Словенска Нова Вес згадується 1245 року.

## Населення
| Рік:            | 1994. | 2004.   | 2014.    | 2024.    |
| --------------- | ----- | ------- | -------- | -------- |
| Кількість осіб: | 453   | 427     | 484      | 555      |
| Різниця:        |       | -5,73 % | +13,34 % | +14,66 % |

| Рік:            | 2023. | 2024.   |
| --------------- | ----- | ------- |
| Кількість осіб: | 538   | 555     |
| Різниця:        |       | +3,15 % |